# ジェームズ・ウェンデル
ジェームズ・ウェンデル（James Isaac Wendel、1890年9月3日 - 1958年11月22日）は、アメリカ合衆国の陸上競技選手、教育者である。彼は、1912年に開催されたストックホルムオリンピックの110メートルハードル走で銀メダルを獲得した。

## 経歴
ウェンデルはウェズリアン大学在学中の1912年に、IC4A（en:IC4A）主催の競技会で120ヤードハードル走に優勝し、翌年の競技会でも220ヤードハードル走で優勝するなど、ハードラーとしての実績を持っていた。彼はストックホルムオリンピックの110メートルハードル走に、アメリカ合衆国代表として出場した。この種目には15の国から22名の選手が出場して、7月11日に予選と準決勝、7月12日に決勝が実施された。選手たちは11の組に分けられて予選に挑んだ。ウェンデルは予選11組で15秒7の記録を出して2位となり、準決勝に進んだ。同日の準決勝では、各組で1位となった6選手のみが決勝に進むことになっていた。ウェンデルは15秒5の記録で4組の1位となり、決勝へ勝ち残った。
7月12日の決勝には、アメリカ合衆国代表選手が5名、イギリス代表1名の合計6選手が出場した。ウェンデルは15秒2の記録で走り、同じアメリカ代表のフレデリック・ケリーに次いで2位となって銀メダルを獲得した。
陸上競技選手としての一線を退いた後、ウェンデルは教育者として成功を収めた。彼は1913年から1928年にかけて、ペンシルベニア州ポッツタウンでボーディングスクールの名門として知られるザ・ヒル・スクール（en:The Hill School）で英語教師を務めるかたわら、陸上競技のアシスタントコーチとなった。次いで1928年から1952年には校長に就任している。有名な軍人ジョージ・パットンは、ストックホルムオリンピックの時、近代五種競技のアメリカ合衆国代表として出場していた。パットンは彼の息子を、ウェンデルが校長を務めていた時期のザ・ヒル・スクールに入学させた。なお、1944年にザ・ヒル・スクールを卒業したウィリアム・ポーターは、1948年に開催されたロンドンオリンピックの110メートルハードル走で金メダルを獲得している。
ウェンデルは1958年にフィラデルフィアで死去した。2008年には、ウェズリアン大学の陸上競技殿堂入りを果たしている。